# 楊一清
楊一清（1454年12月24日—1530年9月5日），字應寧，號邃庵，學者稱石淙先生，雲南安寧人，湖廣巴陵籍。明朝政治家、文學家。進士出身，此後歷任山西、陝西官員，擔任首任陝甘總督，并平定安化王朱寘鐇謀反，與張永除掉宦官劉瑾干政，官吏部尚書。嘉靖初年，其在大禮議中支持明世宗立生父為皇考，擔任內閣首輔，晚年因與張璁、桂萼不合而致仕。卒谥文襄。

## 生平

### 成化弘治年間

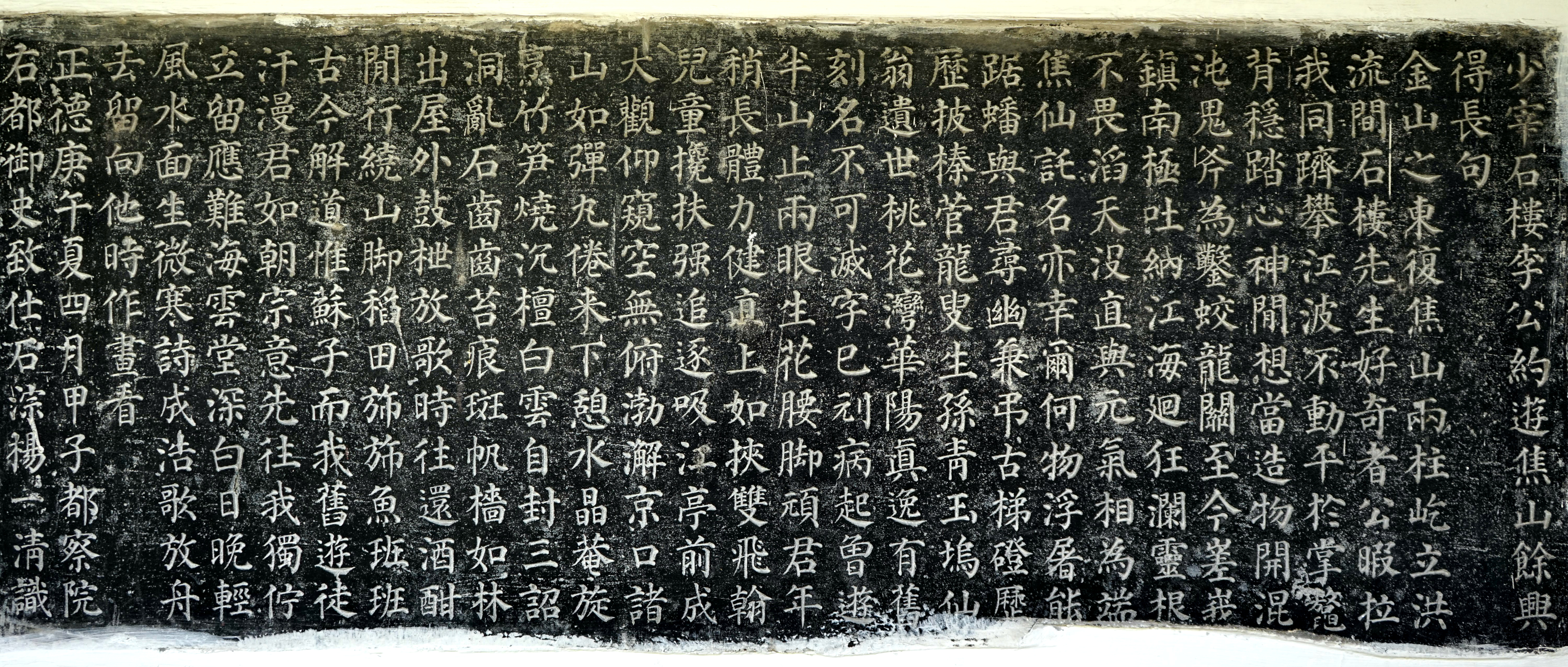
杨一清游焦山七律诗。焦山碑林。

楊一清籍貫雲南安寧，州內有石淙渡。凡撰述題識皆以石淙繫之，故時人稱之為石淙先生。父楊景，為永樂癸卯舉人。初任直隸霸州判官，後改湖廣澧州判官，不久，遷廣東化州同知。
景泰五年十二月六日（1454年12月24日），楊一清生於化州。天順四年（1460年），父楊景致仕，攜楊一清家居巴陵。少年時代，楊一清有神童之譽。薦翰林秀才，憲宗命內閣擇師教之。成化四年（1468年），楊一清中式戊子科鄉試，年方十四。成化八年（1472年）登壬辰科进士。因父喪，徙葬丹徒觀音樓巷圓通庵北，並在此定居。服除後，授中書舍人。
成化二十三年（1487年），楊一清升任山西按察使司僉事，改陝西提學副使，在陝西任職八年，閒時考察邊疆戰事。弘治十一年（1498年）入朝，任太常寺少卿，進南京太常寺卿。
弘治十五年（1502年），經劉大夏舉薦，升都察院左副都御史，巡撫陝西，督理陝西馬政。任內平定邊疆進犯、彈劾貪庸總兵武安侯郑英并推荐都指挥佥事曹雄代任，及裁減鎮守中官費用，軍紀為之肅然。

### 正德年間
武宗即位後，蒙古數萬入寇固原，總兵官曹雄拒絕援助。楊一清則帥輕騎自平涼晝夜行，抵禦入侵并發動奇襲，擊退進犯。此後，楊一清以延綏、寧夏、甘肅三地有警不相援，請求率領大臣兼任。劉大夏於是請求楊一清總制三鎮軍務（陝甘總督），正德元年（1506年），加都察院右都御史。楊一清在任期間因修建邊疆防禦，武宗贊同并發帑金數十萬使其完成防禦工事。太監劉瑾因楊一清不依附自己，而彈劾楊一清，他被迫借病辭職。之後劉瑾誣陷其冒領浪費邊疆費用，而被逮捕入詔獄。大學士李東陽、王鏊論救方才救出。仍命致仕，先後罰米六百石。
正德五年（1510年），封於陝西的安化王朱寘鐇謀反，武宗命復起楊一清，總制軍務，與總兵官神英平叛，并命中官張永擔任督軍。大軍尚未抵達，楊一清舊部仇鉞已經平叛并逮捕朱寘鐇。楊一清馳馬抵達鎮縣，并宣佈德意。張永隨後趕到，兩人相談甚歡。楊一清知道张永與劉瑾有矛盾，趁機與张永謀劃除掉劉瑾之策。张永依計回京，面見武宗，不久劉瑾伏誅。
同年，楊一清奉召入朝，拜為戶部尚書。論功加太子少保，賜金幣。次年，改吏部尚書。
楊一清為政通練、性情寬大。其在吏部尚書任上，恢復此前為劉瑾所陷害的官員，并派遣官員去中原平定盜亂等，此後加少保、太子太保，廕錦衣百戶。此後因選用尚書靳貴，而進楊一清為少傅、太子太傅。乾清宮災，詔求直言時，楊一清上書稱皇上視朝太遲，享祀太慢，在西內大造寺廟，在禁中留宿邊兵，并闡述在京畿內設立皇店的弊病，以及江南織造等擾民事情。之後因病乞歸，武宗仍然挽留。大學士楊廷和丁憂時，武宗命其兼武英殿大學士，進入內閣參贊機務。錢寧亂政時，受到楊一清的指責，於是其與江彬等人勾結，派人在武宗面前詆毀楊一清，此後楊一清請求致仕歸鄉，與焦山寺僧妙福禪師為友。武宗南巡時，曾經抵達楊一清府，與其樂飲兩晝夜。楊一清借機勸阻，武宗於是取消江浙等地的巡遊。

### 嘉靖年間

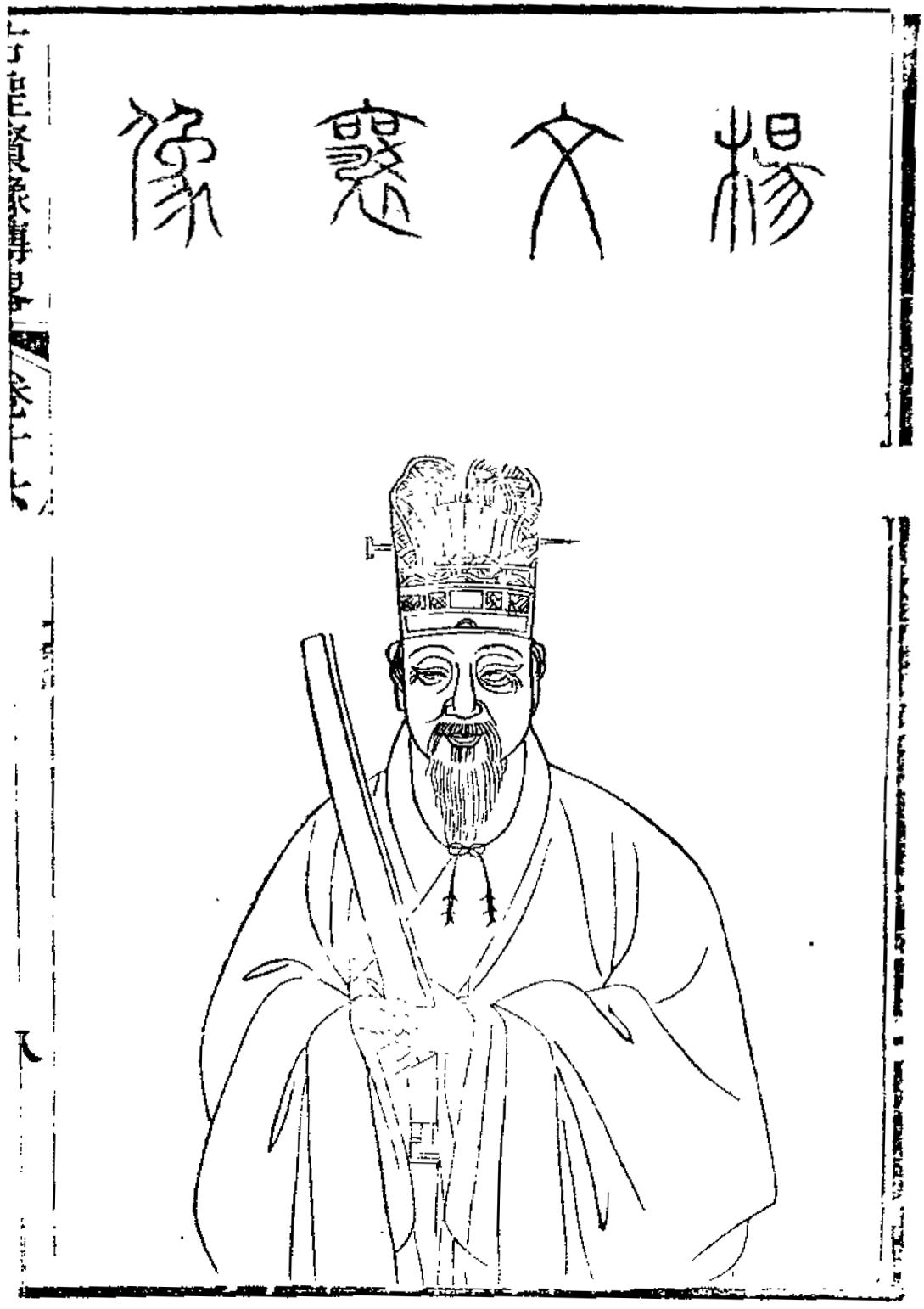
《古圣贤像传略》十六卷之《楊文襄像》

明世宗尚為世子時，與獻王就曾經對其稱，楚地有三傑，分別是劉大夏、李東陽及楊一清，世宗銘記於心。他即位后，廷臣紛紛交相舉薦楊一清，於是世宗派遣官員賜金幣存問，楊一清謝絕後，世宗特予一子官中書舍人。嘉靖三年十二月（1525年），世宗詔加楊一清少傅兼太子太傅，改任兵部尚書、左都御史，總制陝西三邊軍務。至此，以尚書身份擔任邊疆大臣的慣例，自楊一清始。世宗在詔書中褒獎讚美，以其與郭子儀相稱。楊一清至此第三次為總制，其部下均踴躍興奮。不久，平定亦不剌進犯，并接受土魯番的求貢。
嘉靖五年（1526年），入朝任吏部尚書、武英殿大學士，加少師、仍兼太子太傅。不久《獻皇帝實錄》書成后，加太子太師、謹身殿大學士。楊一清以未曾參預纂修而請辭，沒有得到世宗批准。王憲奏戰功時，推功于楊一清，於是加為左柱國、華蓋殿大學士。此時，前內閣首輔費宏已去職，於是楊一清接任，世宗賜銀章二個，分別是「耆德忠正」、「繩愆糾違」，命其可以密封言事。楊一清與張璁論及張永前功，起為提督團營。給事中陸粲請增築邊牆，也得到楊一清批准。《明倫大典》書成后，加正一品俸。
大禮議期間，楊一清居家賦閒，看到張璁的上疏后，對門人喬宇稱：「張生此議，聖人復起，不能易也。」又勸席書及早赴召，以定大議。張璁等人顯赫，對楊一清頗為推重。世宗以其為老臣，恩禮加渥。張璁與桂萼既已攻擊趕走費宏，想到楊一清必然會援助自己，而楊一清卻堅持召謝遷，於是張等人心有怨恨。謝遷未至，張璁已入內閣，於是原來商議事情多有邊個。當時錦衣聶能遷攻擊張璁，張璁欲置之死地，被楊一清抑阻。张璁大怒，上疏诋毁杨一清，杨一清于是上疏乞归，世宗从中调解。杨一清又因災變，请求戒飭百官和衷，再次请求宽恕大礼议諸臣罪。待桂萼入內閣，矛盾愈發激化。給事中王準、陸粲檢舉揭發張璁、桂萼招權納賄之事，世宗隨即罷免兩人，公佈其罪。其黨羽霍韜稱：兩人離去勢必牽連到我。於是上疏攻擊楊一清，稱其接受張永、蕭敬賄賂。楊一清再次上疏辯解并請求罷免。世宗雖然挽留，但張璁再次召還，霍韜再次攻擊，并稱言法司都是秉承楊一清的意思，而無限桂萼的罪過。世宗至此大怒，令法司會同廷臣商議，貶刑部尚書周倫任南京刑部尚書，以侍郎許讚代任。許讚於是以霍韜的話，請求削籍楊一清。張璁又三上密疏，稱楊一清假意乞求辭退，而實質是以堅定世宗的想法。於是世宗果然允許楊一清致仕，馳驛歸，仍賜金幣。次年，張璁等誣陷朱繼宗等入獄，并連坐楊一清接受張永之弟張容的錢財，為張永寫墓誌銘等。楊一清大恨道：“老矣，乃為孺子所賣！”背部疽發而死，留遺疏，死不瞑目。世宗於是下令不再追問此前贓事，數年後追復官職。久之，贈太保，諡文襄。

## 著作
著有《楊文襄公集》、《关中奏议》、《石淙诗钞》等。

## 墓葬
楊一清墓在今江苏镇江南山的九华山，现存墓室、墓道，墓道长近一里，两侧有翁仲（石人）、石狮、石马及龟蚨相峙对立，并有三门四柱冲天式牌坊和石拱桥。今牌坊和石桥已毁，余均存。杨一清墓作为镇江地区保留比较完整的私人墓道，1987年被列为市级文物保护单位。

## 評價
《明史》中，稱讚楊一清為“其才一時無兩”、“比之姚崇”。其博學善權變，尤其曉暢邊事。其生而隱宮，貌寺人，無子。

## 延展閱讀
[在维基数据编辑]
 在维基文库阅读此作者作品（ 在维基共享资源阅览影像）
 《國朝獻徵錄·卷之十五》，出自焦竑《國朝獻徵錄》
 《明史卷一百九十八》，出自《明史》
 《少師太保華蓋殿大學士吏部尙書文襄楊公墓表》
- 《楊一清集》（上下），中华书局，第1版，ISBN 7101022340

| 官衔        | 官衔                       | 官衔        |
| ----------- | -------------------------- | ----------- |
| 前任： 劉璣 | 明朝戶部尚書 1510年-1511年 | 繼任： 孫交 |
| 前任： 劉機 | 明朝吏部尚書 1511年-1515年 | 繼任： 陸完 |
| 前任： 費宏 | 明朝内阁首輔 1526年        | 繼任： 費宏 |
| 前任： 費宏 | 明朝内阁首輔 1527年-1529年 | 繼任： 張璁 |